# Michelle Bolsonaro

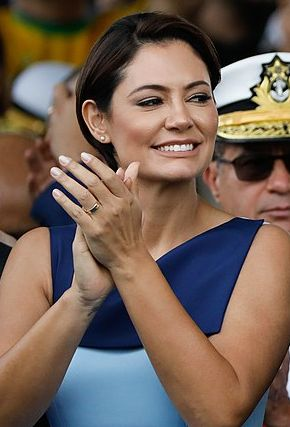
Michelle Bolsonaro

Michelle de Paula Firmo Reinaldo Bolsonaro (* 22. März 1982 in Ceilândia, Distrito Federal do Brasil) ist die dritte Ehefrau des 38. Präsidenten Brasiliens Jair Bolsonaro.

## Biografie
Michelle de Paula wurde als die Tochter von Maria das Graças Firmo Ferreira und Vicente de Paulo Reinaldo geboren. Ihr Vater arbeitete als Busfahrer. Sie hat ein durch Erwachsenenbildung erworbenes Abitur. Sie schrieb sich als Pharmaziestudentin an der Universität ein, belegte aber nie Kurse. Sie arbeitete als Verkäuferin in einem Bekleidungsgeschäft und als Supermarktkassiererin, bevor sie 2006 begann, als parlamentarische Sekretärin zu arbeiten. Im Alter von 25 Jahren lernte sie 2007 ihren späteren Mann Jair Bolsonaro kennen, der damals 52 Jahre alt war. Als Michelle Jair Bolsonaro kennenlernte, lebte er bereits von seiner früheren Ehefrau Ana Cristina Valle getrennt. Diese Ehe wurde nach einem 2008 begonnenen Rechtsstreit aufgelöst.
Am 18. September 2007 wurde Michelle parlamentarische Sekretärin von Bolsonaro. Nach einer etwa sechsmonatigen Beziehung registrierten sie ihre zivile Vereinigung im November 2007, als sie den Nachnamen Bolsonaro annahm. Im Jahr 2011 brachte sie die Tochter des Paares, Laura, zur Welt. Michelle hat auch eine weitere Tochter aus einer früheren Beziehung. Ihre Hochzeit mit Jair Bolsonaro am 21. März 2013 fand in einem Partyhaus in Alto da Boa Vista, Rio de Janeiro, statt. 
Während der Präsidentschaftswahl in Brasilien 2018 hielt sich Michelle Bolsonaro im Hintergrund. Ihr erster öffentlicher Auftritt in einer Wahlwerbung erfolgte am 25. Oktober 2018, drei Tage vor dem zweiten Wahlgang der Wahl 2018 zwischen ihrem Ehemann Jair Bolsonaro und Fernando Haddad. In der Anzeige lobte sie ihren Mann als "wunderbaren Menschen".  

### Präsidentengattin

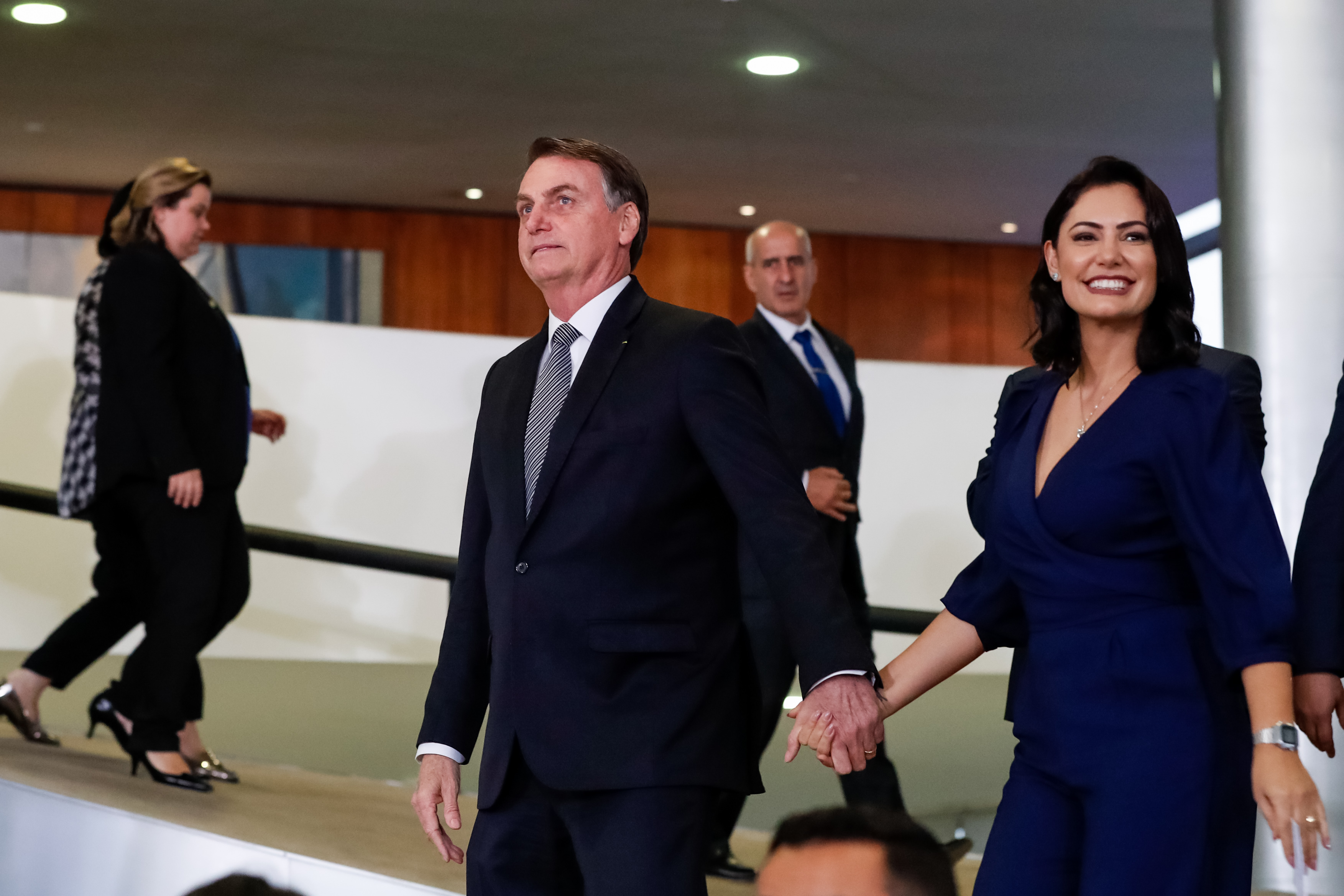
Michelle mit ihrem Mann Jair

Nach der Bekanntgabe der Ergebnisse des zweiten Wahlgangs der Präsidentschaftswahlen in der Nacht zum 28. Oktober 2018 beendete Jair Bolsonaro seine Siegesrede und dankte Michelle Bolsonaro für ihre Unterstützung, die ihm "Frieden, Sicherheit und Kraft" gegeben habe, um sein Ziel zu erreichen, und wies darauf hin, dass er es ohne sie nicht schaffen könne. Er bot ihr auch eine Minute Redezeit an, aber sie lehnte ab.
Bolsonaro übersetzt die Predigten in ihrer Baptistengemeinde in Gebärdensprache. Sie übersetzte auf diese Art auch die Einsetzungs-Zeremonie ihres Ehemanns für Gehörlose.
Am 30. Juli 2020 wurde Bolsonaro positiv auf COVID-19 getestet, Tage nachdem ihr Ehemann verkündete, er habe sich von der Krankheit erholt.

## Kontroverse
Zwischen 2011 und 2016 soll Michelle Bolsonaro Überweisungen von dem korrupten Polizeioffizier Fabrício Queiroz erhalten haben, welcher enge Verbindungen zu der Familie von Jair Bolsonaro hatte. Als ein Reporter der Zeitung O Globo Jair Bolsonaro auf diese Vorwürfe ansprach, drohte dieser ihm darauf Gewalt an und antwortete: "Ich habe Lust, dir auf den Mund zu schlagen."